# Tschechow-Haus

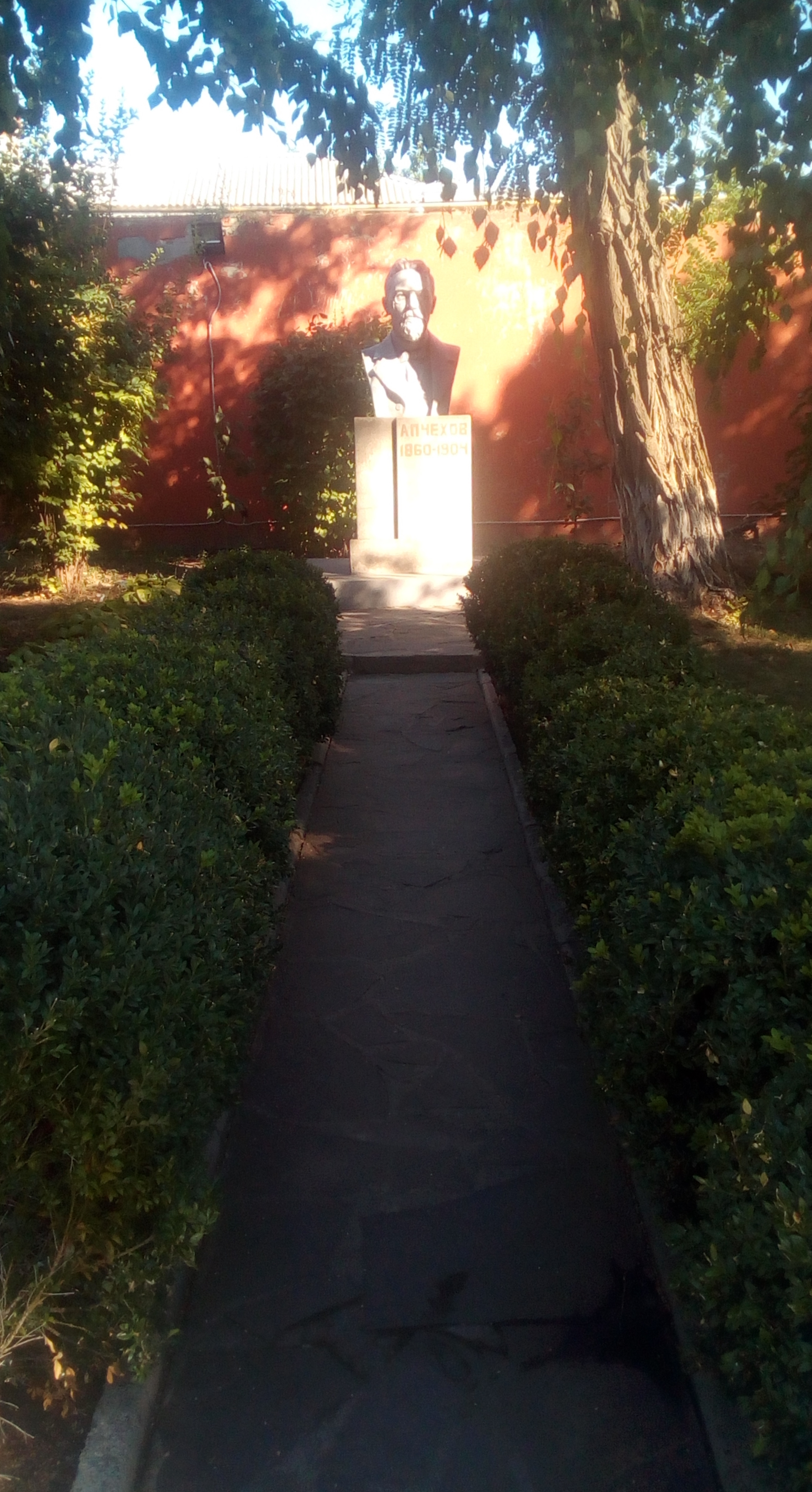
Tschechow-Büste, Tschechow-Haus

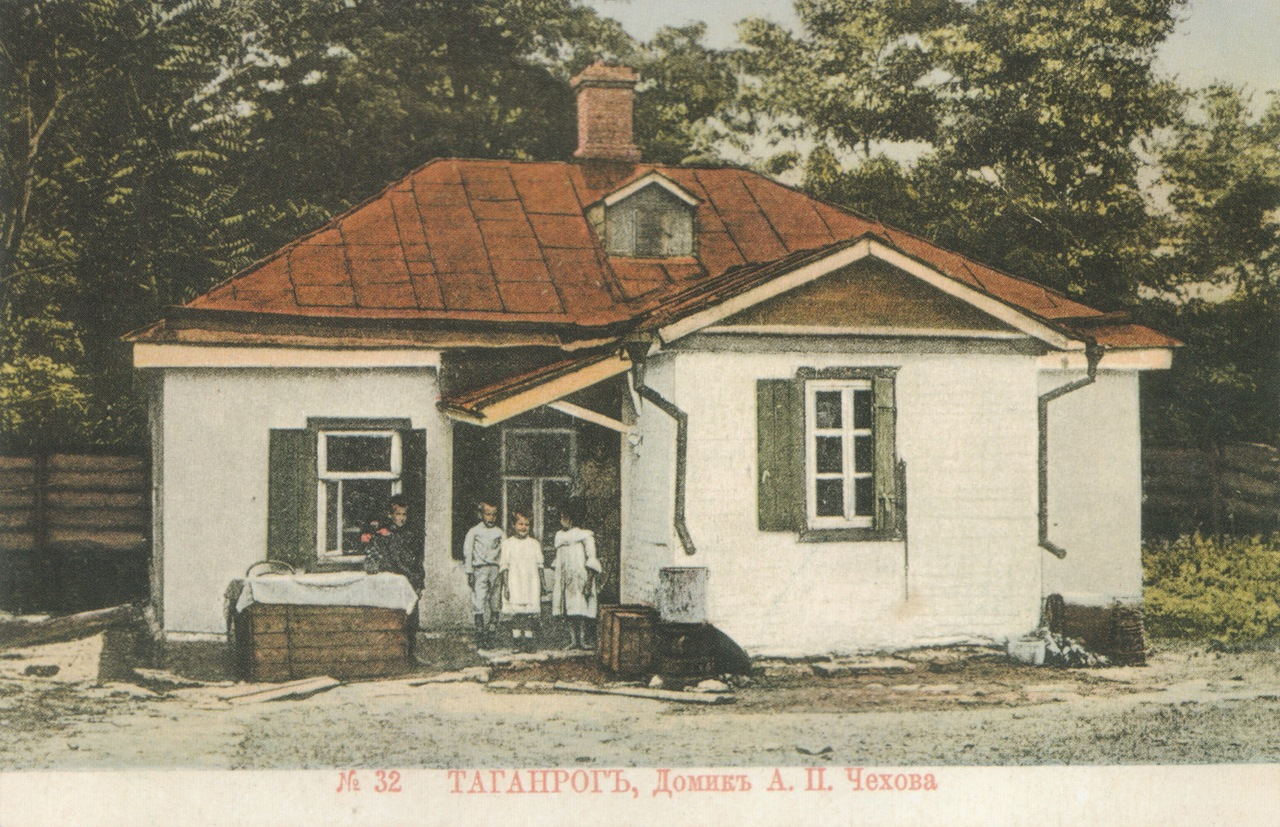
Tschechows Geburtshaus zu Anfang des 20. Jahrhunderts (Postkarte vor 1917).

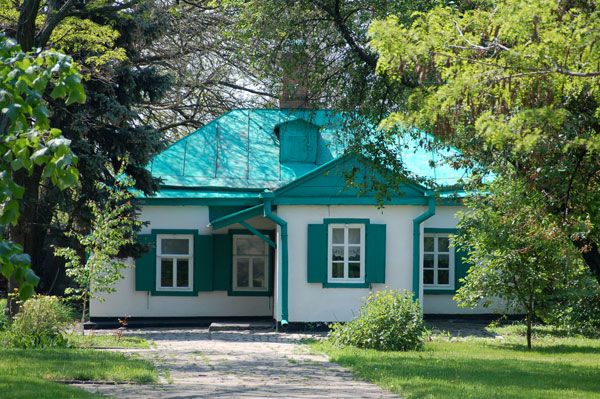
Das Tschechow-Haus im Sommer 2006

Das Tschechow-Haus (russisch Домик Чехова, Domik Tschechowa) ist eine staatliche Gedenkstätte; genauer, ein  Schriftstellermuseum in der südrussischen Hafenstadt Taganrog, Tschechowstraße 69. Darin wurde Anton Tschechow am 17.jul. / 29. Januar 1860greg. geboren.
Kurz zuvor, im Dezember 1859, war Pawel Jegorowitsch Tschechow (1825–1898) mit seiner Frau Jewgenija Jakowlewna Tschechowa (geborene Morosowa; 1835–1919) sowie den Söhnen Alexander (1855–1913) und Nikolai (1858–1889) eingezogen. Im März 1861 – anlässlich der Geburt des Sohnes Iwan (1861–1922) – nahm die Familie eine andere Wohnung.
Der 1859 aus Lehmziegeln in der Taganroger Alexanderstraße errichtete Bau auf einer Grundfläche von 30,5 m² war verputzt und geweißt. Kurz nach dem Tode Tschechows im Sommer 1904 bekam die Straße den Namen des Schriftstellers. Garschins Bruder, der Literat und Literaturkritiker Jewgeni Garschin (1860–1931), ließ 1910 zu Tschechows 50. Geburtstag am Haus eine Gedenktafel anbringen. 1916 kaufte die Stadt Taganrog – mit der Absicht, eine Gedenkstätte zu etablieren – das Haus. 1920 zog der letzte Mieter aus. Im Jahr darauf wurde das Haus renoviert und 1924 war in dem nunmehrigen Tschechow-Museum die erste Ausstellung zu sehen.
1935 nahmen Tschechows Schwester Maria (1863–1957) und seine Witwe Olga Knipper an der Feier seines 75. Geburtstages in der alten Heimat teil und brachten Erinnerungsstücke für das Museum mit. Dazu wurde die von Wera Georgijewna Morosowa geschaffene Tschechow-Büste aufgestellt. Zum 150. Geburtstag von Anton Tschechow suchte der amtierende Präsident Dmitri Medwedew im Januar 2010 das Museum auf.